# Biologiste médical
Le biologiste médical est un professionnel de santé spécialisé dans les analyses médicales effectuées sur des éléments issus du corps humain, le plus souvent des liquides biologiques.

## En France
En France, le terme biologiste médical, antérieurement "Directeur de laboratoire de biologie médicale" (Loi de 1975 modifiée en 2013) désigne un docteur en pharmacie ou en médecine ayant effectué une spécialisation de 4 ans en biologie médicale dans les laboratoires d'analyses médicales hospitaliers. Ce terme regroupe les termes de pharmacien-biologiste et de médecin-biologiste. Ce sont eux qui sont responsables des examens de biologie médicale devant la loi et qui dirigent les laboratoires. Leur profession est considérée comme une profession libérale dans le secteur privé.

### Principaux syndicats représentatifs
- Syndicat "Les Biologistes Médicaux" (les BIOMED)[1]
- Syndicat des biologistes (SDB)[2]
- Syndicat national des médecins biologistes (SNMB)
- Syndicat national des biologistes des hôpitaux (SNBH)[3]

## En Belgique
En Belgique, le terme biologiste médical désigne un pharmacien ou un médecin ayant effectué une spécialisation de 5 ans en biologie clinique.

## En Suisse
En Suisse, le professionnel exerçant des fonctions similaires au biologiste médical est appelé Spécialiste FAMH en médecine de laboratoire. Ce titre est délivré par la FAMH (Foederatio Analyticorum Medicinalium Helveticorum), l’organisme suisse responsable de la formation et de la certification des spécialistes en analyses biomédicales. L’obtention du titre nécessite une formation postgraduée de quatre ans, réalisée en parallèle d’une activité professionnelle en laboratoire médical accrédité. Elle est accessible aux titulaires d’un doctorat en médecine, d’un diplôme en pharmacie ou d’un master en sciences biomédicales, biologie ou disciplines apparentées. La formation couvre plusieurs spécialités, notamment l’hématologie, la biochimie clinique, la microbiologie médicale, l’immunologie ainsi que la génétique.  
Le spécialiste FAMH joue un rôle clé dans le diagnostic médical en laboratoire. Il est responsable de la supervision et de l’interprétation des analyses biologiques, de la validation des résultats et de leur transmission aux cliniciens. Il veille également à la gestion de la qualité et à la conformité des analyses selon les normes ISO 15189 et participe à l’encadrement et à la formation du personnel technique de laboratoire. 
Le titre de spécialiste FAMH est reconnu au niveau fédéral et constitue une exigence pour diriger un laboratoire de diagnostic médical en Suisse.  

## Au Canada
Au Canada, ce terme désigne un bachelier en biologie médicale (équivalent à une licence en France) c'est-à-dire un scientifique spécialisé dans les sciences biomédicales. Certains d'entre eux travaillent comme technologistes médicaux dans les laboratoires médicaux sous la responsabilité des médecins de laboratoire (pathologistes, hémato-oncologues, microbiologistes médicaux ou médecins biochimistes) et/ou des biochimistes cliniques.

## En Haïti
En Haïti, les biologistes médicaux sont des spécialistes de la médecine préventive qui ont la capacité de travailler dans les laboratoires médicaux à la recherche d'un diagnostic fiable. Formé à la Faculté de médecine et de pharmacie école de Biologie Médicale de l'Université d'État d'Haïti.

## Biologistes médicaux célèbres
- Didier Raoult
- Luc Douay
- Jean-Michel Bertrand
- Monique Capron
- Louis Guédon
- Alain Puisieux
- Autres biologiste médicaux célèbres